# Interstate 91 (Vermont)
Cet article traite d'une section intra-État de l'autoroute. Pour l'article traitant de l’autoroute au complet, référez-vous à Interstate 91.
L'Interstate 91 au Vermont est un segment de l'Interstate 91, une autoroute inter-États située dans le nord-est des États-Unis, dans la Nouvelle-Angleterre. Cette autoroute, longue de plus de 500 kilomètres, parcourt, selon un axe nord/sud, le Connecticut, le Massachusetts et le Vermont.
Dans sa section au Vermont, elle est la plus longue autoroute de l'État, avec sa longueur totale de 285 kilomètres, la plus grande distance parcourue par l'Interstate 91 dans un État. Elle est située dans l'extrême Est de l'état, en suivant pour plus de 110 miles la rive ouest du fleuve Connecticut, frontière entre le Vermont et le New Hampshire. Elle relie au Massachusetts au sud et à la frontière Canado-Américaine au nord, au Poste frontalier de Stanstead/Derby Line, alors qu'elle se transforme en autoroute 55,.

## Tracé

### Massachusetts àWhite River Junction
Le PK 0 de l'Interstate 91 au Vermont est situé à la frontière avec le Massachusetts, juste au sud. Le village de North Bernardston est situé juste au sud de la frontière, tandis que la ville de Greenfield est située 16 km au sud, et Springfield, 64 km au sud. Entre les PK 0 et 13, c'est le seul endroit pour les 180 premiers kilomètres de l'Interstate 91 dans le Vermont d'être à l'extérieur de la vallée du fleuve Connecticut.
Entre les sorties 1 et 3, elle contourne par l'ouest la ville de Brattleboro, la principale ville de cette région du Vermont. Elle est également affichée sur de nombreux panneaux de l'I-91 au Massachusetts. Par la suite, entre les sorties 3 et 5, elle traverse un territoire très escarpé, l'Interstate 91 possède de nombreuses courbes sinueuses et de pentes abruptes. Elle atteint par la suite Bellows Falls entre les sorties 5 et 6, tout en étant une autoroute sinueuse. Elle reste sinueuse jusqu'à la sortie 8 en suivant de très près le fleuve. Elle continue de se diriger vers le nord jusqu'à la sortie 9, au nord de Windsor, où elle devient à nouveau une autoroute possédant de nombreuses courbes. En effet, entre les sorties 9 et 10, elle courbe vers l'est pour une courte distance pour revenir vers le nord tout en suivant le fleuve.

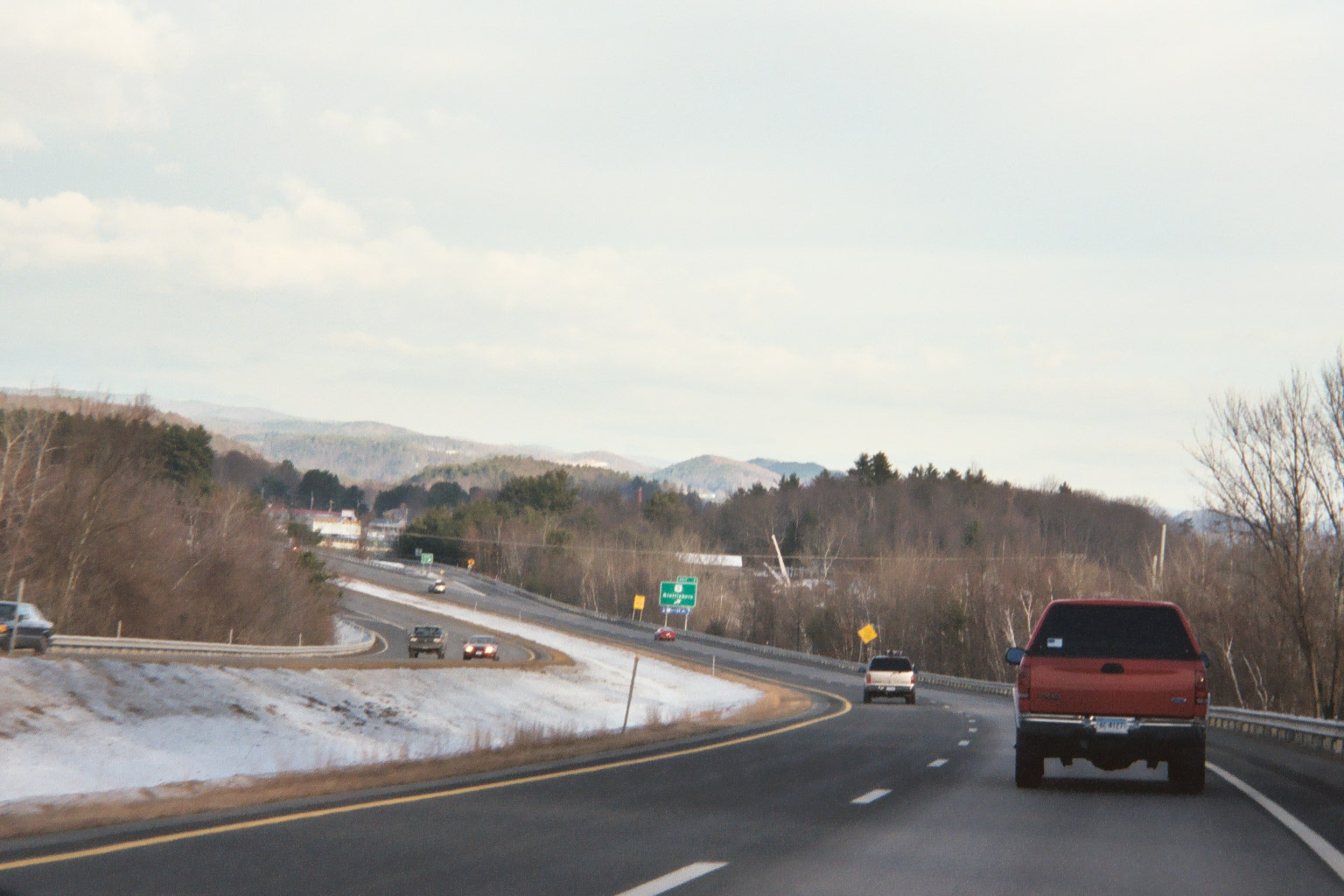
L'interstate 91 direction nord, juste au nord de la frontière avec le Massachusetts, vers la sortie 1, à Brattleboro.

À la hauteur de la sortie 10, elle croise l'Interstate 89, deuxième autoroute en importance au Vermont, qui assure le lien Montréal-Boston, en plus de relier Burlington et Montpelier au New Hampshire, situé de l'autre côté du fleuve.
Entre les sorties 10 et 13, elle se dirige vers le nord-nord-est en traversant White River Junction.
La U.S. Route 5 est la route alternative de l'Interstate 91 dans cette section, qui peut servir d'alternative en cas de fermeture ou de force majeure.

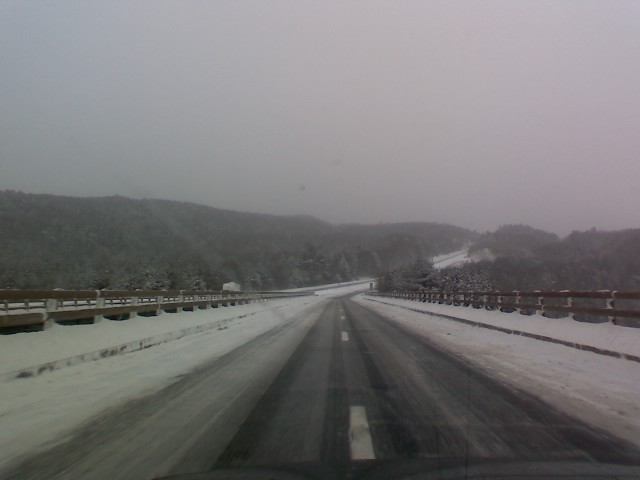
Entre les sorties 3 et 7, l'I-91 peut devenir plutôt dangereuse l'hiver, dû aux nombreuses courbes et pentes abruptes. Cette illustration est plus précisément située à la hauteur de la sortie 6, au nord de Bellows Falls.

### White River JunctionàSaint-Johnsbury
Après White River Junction, elle suit de près le tracé de la U.S. Route 5 et le fleuve Connecticut sur 35 km, entre les sorties 13 et 16, toujours en longeant la vallée. Elle passe près de Fairlee dans cette section plus isolée. Au fur et à mesure qu'elle se dirige vers le nord, elle prend légèrement de l'altitude. Par la suite, à la sortie 17, elle est plus loin du fleuve mais continue de monter vers le sommet des Appalaches de la région. L'Interstate 91 croise la U.S. Route 302 vers Montpelier à la hauteur de la sortie 17, puis continue vers le nord pour 16 km en suivant la US 5 à l'ouest et en se rapprochant de la vallée peu à peu. Après la sortie 18, elle se dirige toujours vers le nord en quittant pour de bon la vallée du Connecticut, le fleuve courbant vers l'est. Elle commence à beaucoup grimper après la sortie 18, puis atteint Saint-Johnsbury à la sortie 19, où elle croise l'Interstate 93 vers le New Hampshire, Littleton, et Boston. Ce point est s'ailleurs le terminus nord de l'I-93.

### Saint-Johnsburyà la frontière Canadienne
Par la suite, elle contourne la ville de Saint-Johnsbury par l'ouest en croisant notamment la U.S. Route 2. Par la suite, elle s'enfonce à nouveau dans les montagnes du Vermont, loin du fleuve Connecticut, en se dirigeant vers Orleans. Entre les sorties. 24 et 25, elle atteint son plus haut point sur tout son tracé, à une altitude de 550 mètres. Elle redescend par la suite doucement vers le village de Newport, situé 32 km au nord. Elle approche de la sortie 29, la dernière sortie dans les États-Unis, où elle croise la U.S. Route 5 vers Derby Line. Aussitôt après la sortie, elle arrive au poste frontalier de Stanstead/Derby Line, où elle se transforme en autoroute 55 nord vers Magog, Sherbrooke et Montréal. Il s'agit du deuxième poste douanier le plus achalandé sur terre entre le Québec et les États-Unis, le premier étant celui de Lacolle. Ce point est le terminus nord de tout l'Interstate 91, en provenance de New Havenl dans le sud du Connecticut.

## Disposition des voies
Elle possède 4 voies (2-2) sur ses 285 km dans l'État, la plus longue section à 4 voies de l'I-91. Cette section se poursuit au sud jusque dans les banlieues de Springfield, au Massachusetts.

## Distances
| Ville                                    | Mile | km  | Sorties |
| ---------------------------------------- | ---- | --- | ------- |
| Brattleboro                              | 10   | 16  | 2 à 4   |
| White River Junction                     | 55   | 88  | 10 à 13 |
| Saint-Johnsbury                          | 130  | 209 | 20 à 22 |
| Poste frontalier de Stanstead/Derby Line | 177  | 296 | 29      |
| Total                                    | 177  | 296 |         |

## Limites de vitesse
Comme la majorité des États de la Nouvelle-Angleterre excepté le New Hampshire, la limite de vitesse maximale est de 65 mph (105 km/h). Elle possède également une limite de vitesse minimale, soit de 40 mph (64 km/h).

## Frontière internationale
À son extrémité nord, l'Interstate 91 atteint la frontière Canadienne à Derby Line, tout de suite après la sortie 29. Ce poste frontalier est l'un des 4 seuls à connecter directement une autoroute américaine à une autoroute canadienne, avec le poste de Blaine/Vancouver, Niagara Falls et Saint-Bernard-de-Lacolle/Champlain. Il est également le deuxième poste frontalier le plus important au Québec. Il possède 4 voies en direction nord (vers le Canada), ainsi que 4 voies vers le sud (États-Unis). L'I-91 se poursuit vers le nord en tant qu'autoroute 55 vers Magog et Sherbrooke notamment.

## Liste des villes traversées
- Guilford
- Brattleboro
- East Dummerston
- Putney
- East Putney
- Westminster
- North Westminster
- Bellows Falls
- Rockingham
- Springfield
- Ascutney
- Windsor
- Hartland
- North Hartland
- Hartford
- Norrwich
- White River Junction
- Wilder
- Hanover
- Pompanoosuc
- East Thetford
- North Thetford
- Ely
- Fairlee
- Bradford
- West Newbury
- Wells River
- East Ryegate
- McIndoe Falls
- Barnet
- East Barnet
- Passumpsic
- Saint-Johnsbury
- Saint-Johnsbury Center
- Lyndon
- Lyndonville
- Lyndon Center
- Wheelock
- Sheffield
- Glover
- Barton
- Orleans
- Brownington
- Newport
- Derby Center
- Derby Line

## Liste des échangeurs
En 2021, le département des transports de l'État commença la conversion des numéros de sortie de séquentiels à ceux indiqués selon la distance parcourue par la route, tout en conservant l'ancien numéro. Ainsi, chaque sortie possède deux numéros.
| Liste des échangeurs de l'Interstate 91 au Vermont | Liste des échangeurs de l'Interstate 91 au Vermont | Liste des échangeurs de l'Interstate 91 au Vermont | Liste des échangeurs de l'Interstate 91 au Vermont                                                           | Liste des échangeurs de l'Interstate 91 au Vermont                                                           | Liste des échangeurs de l'Interstate 91 au Vermont                                                           | Liste des échangeurs de l'Interstate 91 au Vermont                                               |
| Emplacement                                        | Mile                                               | km                                                 | Ancien # | Nouveau # | Intersection/Destinations                                                                                    | Notes                                                                                            |
| -------------------------------------------------- | -------------------------------------------------- | -------------------------------------------------- | --- | --- | --- | ------------------------------------------------------------------------------------------------ |
| Frontière Massachusetts-Vermont                    | 0,00                                               | 0,00                                               | I-91 sud – Springfield (MA)                                                                                  | I-91 sud – Springfield (MA)                                                                                  | I-91 sud – Springfield (MA)                                                                                  | Extrémité sud de la I-91 au Vermont                                                              |
| Brattleboro                                        | 7,48                                               | 12,04                                              | 1 | 7 | US-5, vers VT-142 – Guilford, Brattleboro                                                                    |                                                                                                  |
| Brattleboro                                        | 9,10                                               | 14,64                                              | 2 | 8 | VT-9 – Brattleboro, West Brattleboro, Bennington, Hinsdale (NH)                                              | Extrémité sud du chevauchement avec la VT-9                                                      |
| Brattleboro                                        | 11,55                                              | 18,59                                              | 3 | 11 | US-5, VT-9 est – Brattleboro, East Dummerston, Keene (NH)                                                    | Extrémité nord du chevauchement avec la VT-9                                                     |
| Putney                                             | 17,95                                              | 28,89                                              | 4 | 18 | US-5 – Putney, East Putney                                                                                   | Aucune sortie pour 10 miles (16 km)                                                              |
| Westminster                                        | 28,61                                              | 46,04                                              | 5 | 28 | US-5, vers VT-123 – Westminster, Bellows Falls, Walpole (NH)                                                 |                                                                                                  |
| Rockingham                                         | 35,20                                              | 56,65                                              | 6 | 35 | US-5, VT-103 – Chester, Ludlow, Rutland                                                                      |                                                                                                  |
| Springfield                                        | 41,69                                              | 67,09                                              | 7 | 41 | US-5, VT-11 – Springfield, Charlestown (NH)                                                                  | Aucune sortie pour 10 miles (16 km)                                                              |
| Weathersfield                                      | 51,37                                              | 82,67                                              | 8 | 51 | VT-131, VT-12, US-5 – Ascutney, Armsden, Windsor, Claremont (NH)                                             | Accès au American Precision Museum                                                               |
| Hartland                                           | 60,45                                              | 97,29                                              | 9 | 60 | US-5, VT-12 – Woodstock, Hartland, Windsor                                                                   |                                                                                                  |
| Hartford                                           | 69,81                                              | 112,35                                             | 10 | 69AB | I-89 – Concord, Montpelier, Burlington                                                                       | Signalisée 69A pour la I-89 sud et 69B pour la I-89 nord, direction sud ; Sortie 1AB sur la I-89 |
| Hartford                                           | 70,20                                              | 112,98                                             | 11 | 70 | US-5 – White River Junction                                                                                  |                                                                                                  |
| Hartford                                           | 72,01                                              | 115,89                                             | 12 | 72 | US-5 – White River Junction, Wilder                                                                          |                                                                                                  |
| Norwich                                            | 74,83                                              | 120,43                                             | 13 | 74 | US-5, VT-10A – Norwich, Hanover (NH)                                                                         | Accès au Montshire Museum of Science; Aucune sortie pour 10 miles (16 km)                        |
| Thetford                                           | 84,21                                              | 135,52                                             | 14 | 84 | VT-113, vers US-5 – Thetford, Post Mills                                                                     |                                                                                                  |
| Fairlee                                            | 91,54                                              | 147,32                                             | 15 | 91 | US-5 – Fairlee, Orford (NH)                                                                                  |                                                                                                  |
| Bradford                                           | 97,63                                              | 157,12                                             | 16 | 97 | VT-25, vers US-5 – Bradford, Waits River, Piermont (NH)                                                      | Distance de 13 miles (21 km) jusqu'à la prochaine sortie                                         |
| Newbury                                            | 110,34                                             | 177,58                                             | 17 | 110 | US-302, vers US-5 – Barre, Wells River, Woodsville (NH)                                                      | Vers Littleton (NH); Aucune sortie pour 10 miles (16 km)                                         |
| Barnet                                             | 120,45                                             | 193,85                                             | 18 | 120 | Vers US-5 – Barnet, East Barnet, Monroe (NH)                                                                 |                                                                                                  |
| Saint-Johnsbury                                    | 128,25                                             | 206,40                                             | 19 | 128 | I-93 sud – Littleton (NH)                                                                                    | Terminus nord de la I-93; Sortie 11 de la I-93; Vers Boston                                      |
| Saint-Johnsbury                                    | 128,89                                             | 207,43                                             | 20 | 129 | US-5 – St. Johnsbury, Passumpsic                                                                             |                                                                                                  |
| Saint-Johnsbury                                    | 130,60                                             | 210,18                                             | 21 | 130 | US-2 – Saint-Johnsbury, Montpelier, Concord, Danville                                                        |                                                                                                  |
| Saint-Johnsbury                                    | 132,55                                             | 213,32                                             | 22 | 132 | Vers US-5 – Saint Johnsbury Center                                                                           |                                                                                                  |
| Lyndon                                             | 137,11                                             | 220,66                                             | 23 | 137 | US-5, vers VT-114 – Lyndonville, Lyndon                                                                      | Accès au Lyndon State College                                                                    |
| Lyndon                                             | 140,18                                             | 225,60                                             | 24 | 139 | VT-122, vers US-5 et VT-114 – Lyndonville, Island Pond, Sheffield, Burke                                     | Aucune sortie pour 16 miles (26 km)                                                              |
| Barton                                             | 155,95                                             | 250,98                                             | 25 | 155 | VT-16, vers US-5 – Barton, Glover                                                                            |                                                                                                  |
| Orleans                                            | 161,41                                             | 259,76                                             | 26 | 161 | US-5, VT-58 – Orleans, Coventry, Lowell                                                                      |                                                                                                  |
| Derby Line                                         | 170,06                                             | 273,69                                             | 27 | 170 | VT-191, vers VT-105 et US-5 – Newport                                                                        | Accès au Lac Memphrémagog                                                                        |
| Derby Line                                         | 172,40                                             | 277,45                                             | 28 | 172 | US-5, vers VT-105 – Derby Center, Newport                                                                    | Accès au Lac Memphrémagog                                                                        |
| Derby Line                                         | 177,26                                             | 285,29                                             | 29 | 177 | Vers US-5 – Derby Line, Stanstead (QC)                                                                       | Dernière sortie aux États-Unis                                                                   |
| Derby Line                                         | 177,43                                             | 285,55                                             | Frontière Canado-Américaine Poste Frontalier de Stanstead/Derby Line A-55 nord – Magog (QC), Sherbrooke (QC) | Frontière Canado-Américaine Poste Frontalier de Stanstead/Derby Line A-55 nord – Magog (QC), Sherbrooke (QC) | Frontière Canado-Américaine Poste Frontalier de Stanstead/Derby Line A-55 nord – Magog (QC), Sherbrooke (QC) | Terminus nord de la I-91                                                                         |
| - Échangeur Incomplet - Chevauchement              |                                                    |                                                    | | | |                                                                                                  |